# Darzens-Glycidester-Kondensation

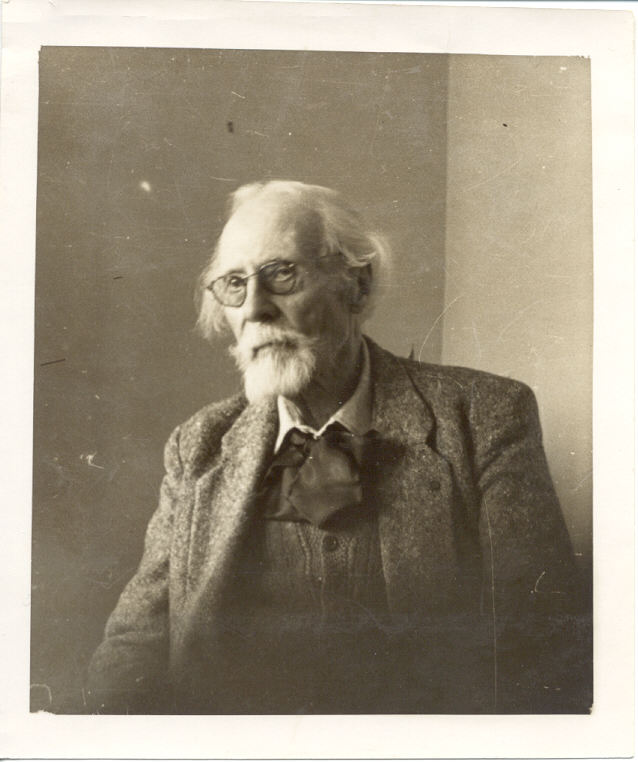
Georges Darzens

Die Darzens-Glycidester-Kondensation ist eine Namensreaktion in der organischen Chemie und benannt nach ihrem Entdecker, dem französischen Chemiker Georges Darzens (1867–1954). Die Reaktion ist eine Methode zur Kettenverlängerung von Aldehyden oder Ketonen mit α-Chlorcarbonsäureestern über Oxirancarbonsäureester.

## Mechanismus
Der α-Halogenester 1 wird deprotoniert und kondensiert mit einem Aldehyd oder einem Keton zu einem α,β-Epoxycarbonsäureester 4. Dieser Ester wird zur Verbindung 7 verseift und im Anschluss protoniert. Nach einer Decarboxylierung entsteht ein Aldehyd (R2 = H) bzw. Keton (R2 = Alkyl, Aryl) 10.